# Olympische Sommerspiele 1968/Leichtathletik – Marathon (Männer)

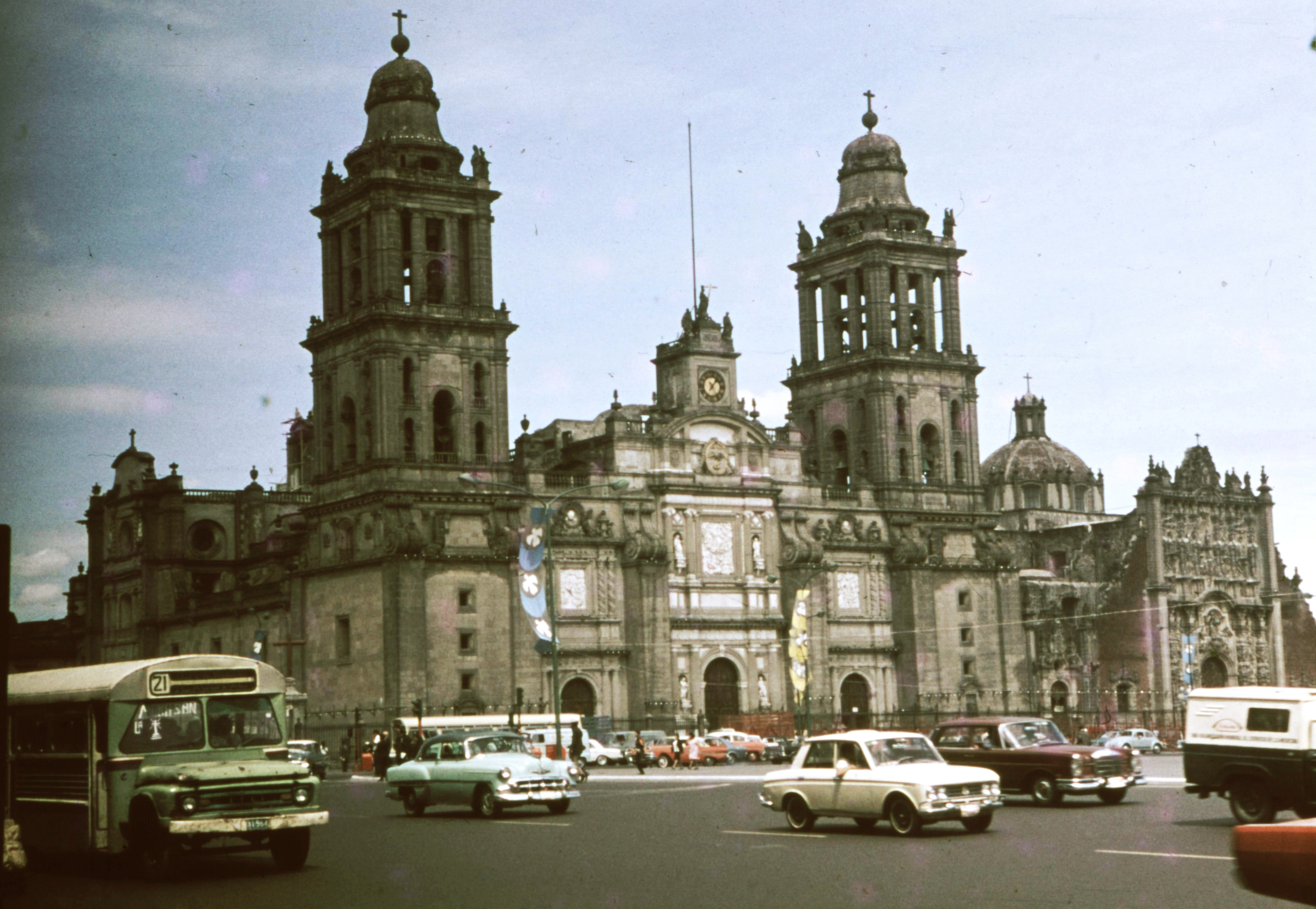
Die Kathedrale von Mexiko-Stadt am Platz der Verfassung im Jahr 1968

Der Marathonlauf der Männer bei den Olympischen Spielen 1968 in Mexiko-Stadt wurde am 20. Oktober 1968 ausgetragen. 75 Athleten nahmen an der letzten Leichtathletikentscheidung dieser Olympischen Spiele teil. Von ihnen erreichten 57 das Ziel.
Olympiasieger wurde der Äthiopier Mamo Wolde. Silber gewann der Japaner Kenji Kimihara, Bronze ging an Mike Ryan aus Neuseeland.
Für die Bundesrepublik Deutschland – offiziell Deutschland – starteten Manfred Steffny (Platz 17), Karl-Heinz Sievers (Platz 23) und Hubert Riesner (Platz 33).
Die DDR – offiziell Ostdeutschland – wurde durch Jürgen Busch vertreten, der als Fünfzehnter das Ziel erreichte.
Für die Schweiz gingen Josef Gwerder (Platz 32), Helmut Kunisch (Platz 44) und Edgar Friedli (Aufgabe) an den Start.
Läufer aus Österreich und Liechtenstein nahmen nicht teil.

## Bestehende Rekorde/Bestleistungen
Offizielle Rekorde wurden damals in dieser Disziplin außer bei Meisterschaften und Olympischen Spielen aufgrund der unterschiedlichen Streckenbeschaffenheiten nicht geführt.
| Weltbestleistung   | 2:09:36,4 h | Derek Clayton ( Australien) | Fukuoka, Japan  | 3. Dezember 1967 |
| Olympischer Rekord | 2:12:11,2 h | Abebe Bikila ( Äthiopien)   | OS Tokio, Japan | 21. Oktober 1964 |

Der bestehende olympische Rekord wurde bei diesen Spielen nicht erreicht. Die Höhenlage in Mexiko-Stadt verhinderte auf den Langstrecken schnellere Zeiten. Der äthiopische Olympiasieger Mamo Wolde verfehlte den Olympiarekord um 8:15,2 min. Zur Weltbestzeit fehlten ihm 10:50,0 min.

## Streckenführung
Gestartet wurde auf dem Platz der Verfassung, dem zentralen Hauptplatz der mexikanischen Hauptstadt, direkt vor der Kathedrale. Der Kurs führte kreuz und quer durch die Stadt, vorbei am Palacio de Bellas Artes, dem Alameda Central sowie u. a. über den Paseo de la Reforma. Die Route durchquerte auch den Bosque de Chapultepec, die größte Grünanlage der Stadt. Über die Avenida de los Insurgentes ging es dann zum Ziel im Olympiastadion.
Bezeichnend für den Kurs waren die vielen Richtungsänderungen. Nur die letzten zehn Kilometer, die vorwiegend auf der Avenida de los Insurgentes zurückgelegt wurden, waren frei von Kurven. Ab Kilometer 36 stieg die Strecke an. Der Höhenunterschied zwischen Start und Ziel betrug 62 Meter, wovon alleine 53 Meter zwischen den Kilometern 36 und 41,5 kurz vor dem Stadion zu bewältigen waren.

## Endergebnis

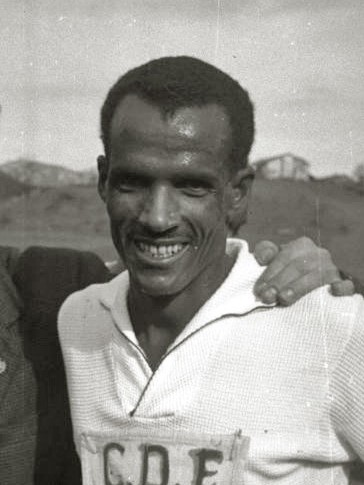
Nach Silber über 10.000 Meter eine Woche zuvor errang Mamo Wolde Gold im Marathonlauf.

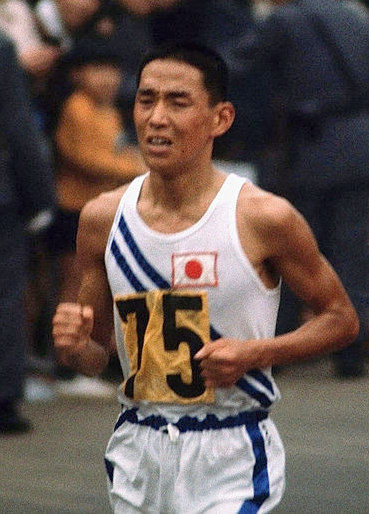
Gewinner der Silbermedaille: Kenji Kimihara

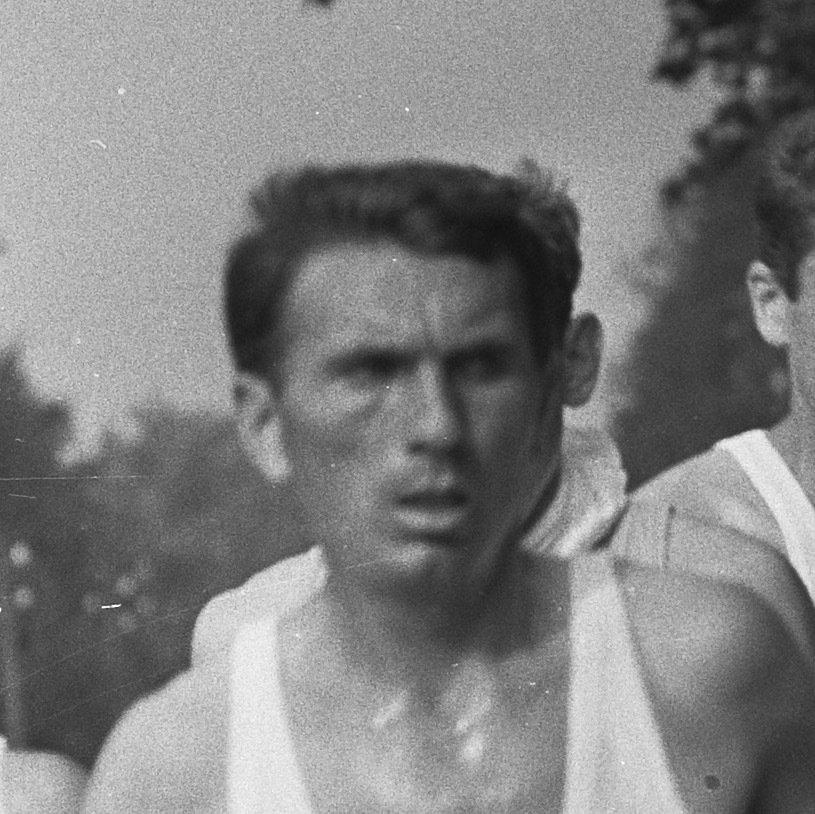
İsmail Akçay erreichte Platz vier.

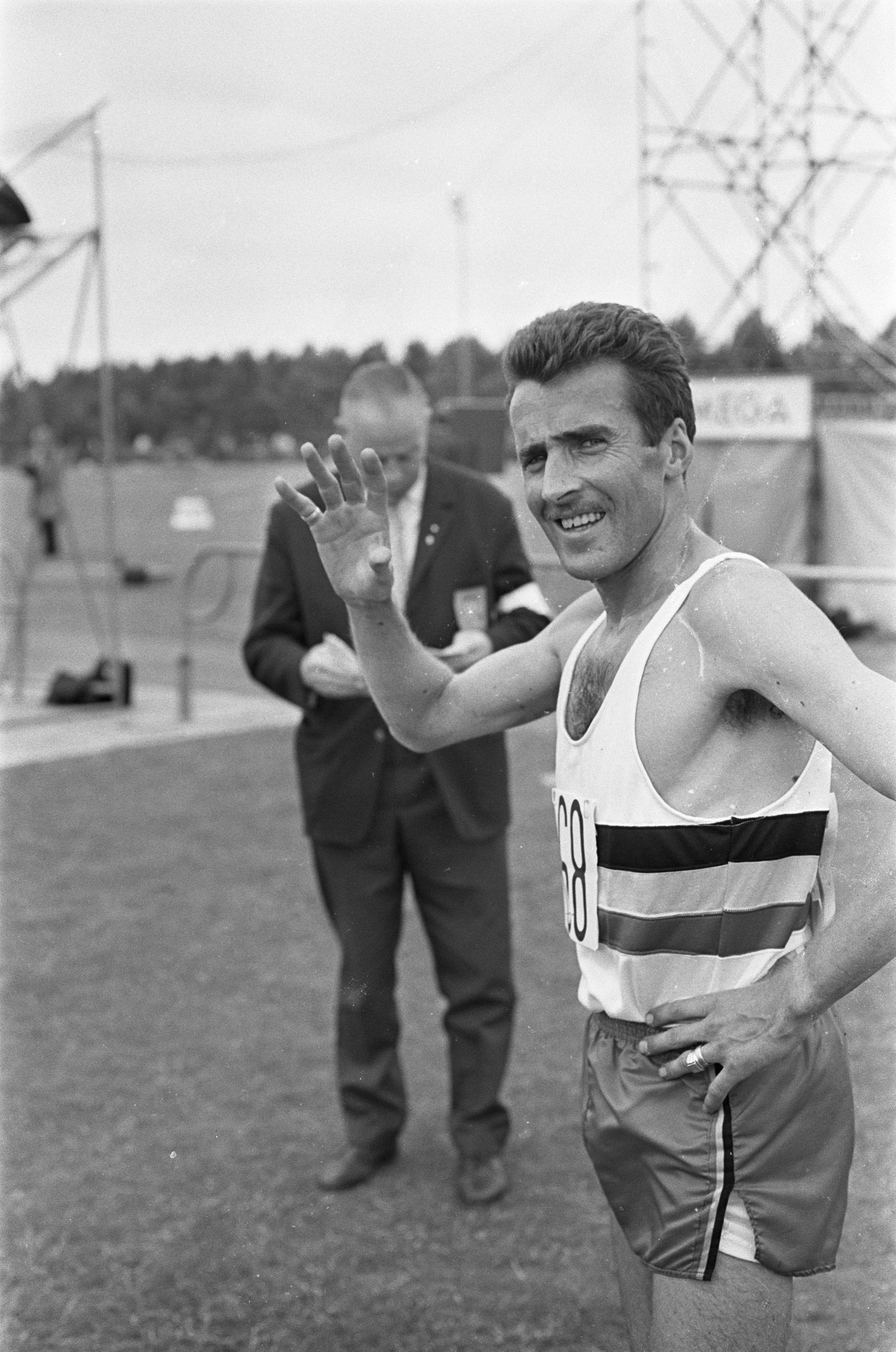
Platz elf für Gaston Roelants

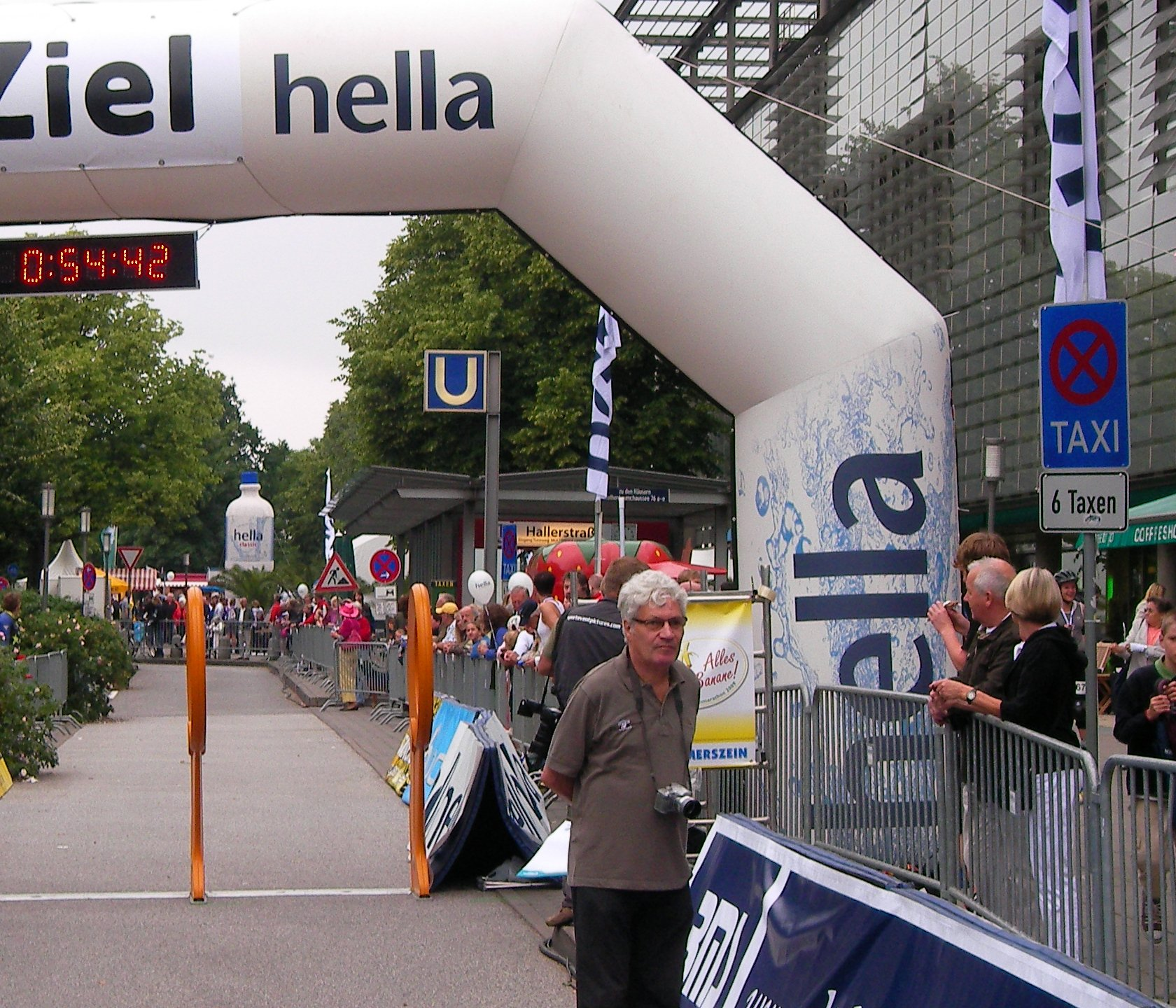
Manfred Steffny (hier als Fotograf im Jahr 2009) – belegte Rang siebzehn.

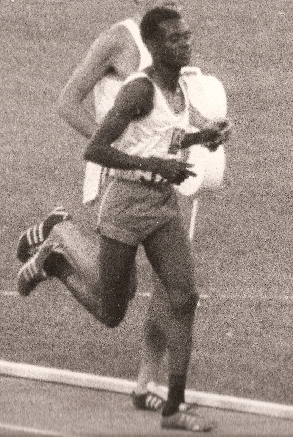
Naftali Temu wurde Neunzehnter.

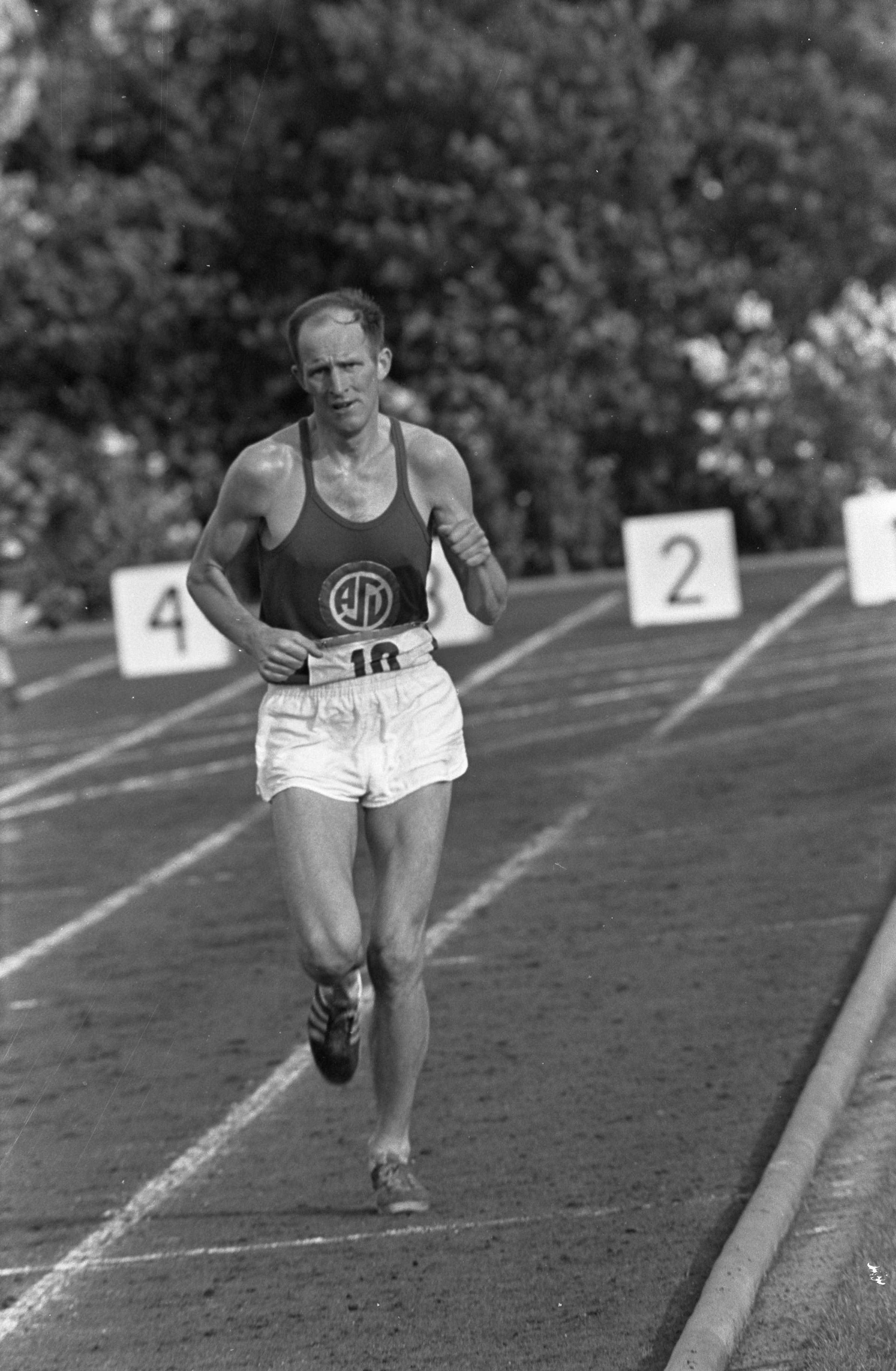
Aad Steylen wurde 27.

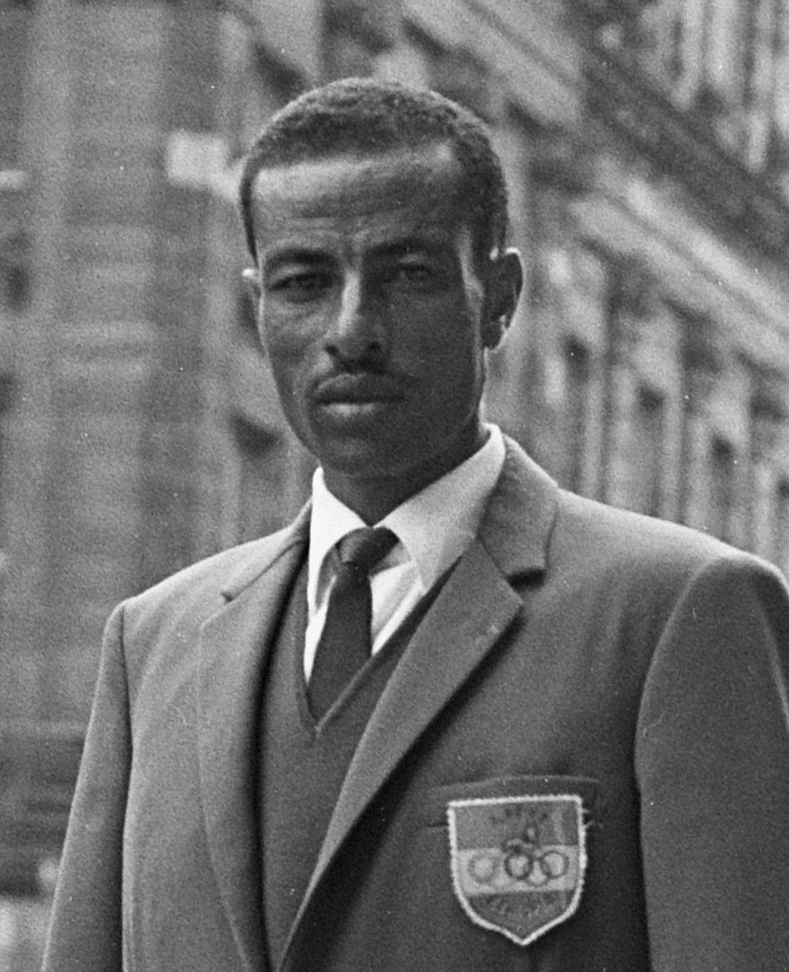
Abebe Bikila musste verletzungsbedingt aufgeben.

Datum: 20. Oktober 1968, 15.00 Uhr (UTC −6)
Saoud Obaid Daifallah und Mraljeb Ayed Mansoor waren die ersten kuwaitischen Leichtathleten bei Olympischen Spielen.
Rafael Pérez war der erste Leichtathlet Costa Ricas.
| Platz | Name                  | Nation         | Zeit        |
| ----- | --------------------- | -------------- | ----------- |
| 1     | Mamo Wolde            | Äthiopien      | 2:20:26,4 h |
| 2     | Kenji Kimihara        | Japan          | 2:23:31,0 h |
| 3     | Mike Ryan             | Neuseeland     | 2:23:45,0 h |
| 4     | İsmail Akçay          | Türkei         | 2:25:18,8 h |
| 5     | Bill Adcocks          | Großbritannien | 2:25:33,0 h |
| 6     | Gebru Merawi          | Äthiopien      | 2:27:16,8 h |
| 7     | Derek Clayton         | Australien     | 2:27:23,8 h |
| 8     | Tim Johnston          | Großbritannien | 2:28:04,4 h |
| 9     | Akio Usami            | Japan          | 2:28:06,2 h |
| 10    | Andy Boychuk          | Kanada         | 2:28:40,2 h |
| 11    | Gaston Roelants       | Belgien        | 2:29:04,8 h |
| 12    | Pat McMahon           | Irland         | 2:29:21,0 h |
| 13    | Alfredo Peñaloza      | Mexiko         | 2:29:48,8 h |
| 14    | Kenny Moore           | USA            | 2:29:49,4 h |
| 15    | Jürgen Busch          | DDR            | 2:30:42,6 h |
| 16    | George Young          | USA            | 2:31:15,0 h |
| 17    | Manfred Steffny       | BR Deutschland | 2:31:23,8 h |
| 18    | Thin Sumbwegam        | Birma          | 2:32:22,0 h |
| 19    | Naftali Temu          | Kenia          | 2:32:36,0 h |
| 20    | Maurice Peiren        | Belgien        | 2:32:49,0 h |
| 21    | Antonio Ambu          | Italien        | 2:33:19,0 h |
| 22    | Ron Daws              | USA            | 2:33:53,0 h |
| 23    | Karl-Heinz Sievers    | BR Deutschland | 2:34:11,8 h |
| 24    | Gyula Tóth            | Ungarn         | 2:34:49,0 h |
| 25    | Hüseyin Aktaş         | Türkei         | 2:35:09,5 h |
| 26    | Pablo Garrido         | Mexiko         | 2:35:47,8 h |
| 27    | Aad Steylen           | Niederlande    | 2:37:42,0 h |
| 28    | Anatoli Sucharkow     | Sowjetunion    | 2:38:07,4 h |
| 29    | Lee Myung-jeong       | Südkorea       | 2:38:52,2 h |
| 30    | Iwailo Scharankow     | Bulgarien      | 2:39:49,6 h |
| 31    | Gioacchino De Palma   | Italien        | 2:39:58,2 h |
| 32    | Josef Gwerder         | Schweiz        | 2:40:16,0 h |
| 33    | Hubert Riesner        | BR Deutschland | 2:41:29,0 h |
| 34    | Georg Olsen           | Dänemark       | 2:42:24,6 h |
| 35    | Douglas Zinkala       | Sambia         | 2:42:51,0 h |
| 36    | Ezequiel Baeza        | Chile          | 2:43:15,6 h |
| 37    | Dave McKenzie         | Neuseeland     | 2:43:36,6 h |
| 38    | Kim Bong-nae          | Südkorea       | 2:43:56,0 h |
| 39    | Carlos Cuque          | Guatemala      | 2:45:20,4 h |
| 40    | Godwin Kalimbwe       | Sambia         | 2:45:26,8 h |
| 41    | Micheal Molloy        | Irland         | 2:48:13,6 h |
| 42    | Nikola Simeonow       | Bulgarien      | 2:48:30,4 h |
| 43    | John Farrington       | Australien     | 2:50:16,8 h |
| 44    | Helmut Kunisch        | Schweiz        | 2:50:58,2 h |
| 45    | Alifu Massaquoi       | Sierra Leone   | 2:52:28,0 h |
| 46    | Lee Sang-hun          | Südkorea       | 2:52:46,2 h |
| 47    | Hla Thein             | Birma          | 2:54:03,6 h |
| 48    | Paul Mose             | Kenia          | 2:55:17,0 h |
| 49    | Benjamin Silva-Netto  | Philippinen    | 2:56:19,4 h |
| 50    | Harry Prowell         | Guyana         | 2:57:01,4 h |
| 51    | Wimalasena Perera     | Ceylon         | 2:59:05,8 h |
| 52    | Fulgencio Hernández   | Guatemala      | 3:00:40,2 h |
| 53    | Gustavo Gutiérrez     | Ecuador        | 2:03:07,0 h |
| 54    | Martin Ande           | Nigeria        | 3:03:47,6 h |
| 55    | Mustafa Musa          | Uganda         | 3:04:53,8 h |
| 56    | Enoch Muemba          | Sambia         | 3:06:16,0 h |
| 57    | John Stephen Akhwari  | Tansania       | 3:25:17,0 h |
| DNF   | Jim Alder             | Großbritannien |             |
| DNF   | Mraljeb Ayed Mansoor  | Kuwait         |             |
| DNF   | Abebe Bikila          | Äthiopien      |             |
| DNF   | Jerome Drayton        | Kanada         |             |
| DNF   | René Combes           | Frankreich     |             |
| DNF   | Nedo Farčić           | Jugoslawien    |             |
| DNF   | Edgar Friedli         | Schweiz        |             |
| DNF   | José García           | Mexiko         |             |
| DNF   | Armando González      | Uruguay        |             |
| DNF   | Lajos Mecser          | Ungarn         |             |
| DNF   | József Sütő           | Ungarn         |             |
| DNF   | Saoud Obaid Daifallah | Kuwait         |             |
| DNF   | Carlos Pérez          | Spanien        |             |
| DNF   | Pentti Rummakko       | Finnland       |             |
| DNF   | Seiichiro Sazaki      | Japan          |             |
| DNF   | Muhamed Schakirow     | Sowjetunion    |             |
| DNF   | Guy Texereau          | Frankreich     |             |
| DNF   | Rafael Pérez          | Costa Rica     |             |

| Zwischenzeiten      | Zwischenzeiten | Zwischenzeiten                                       | Zwischenzeiten |
| Zwischenzeit- Marke | Zwischenzeit   | Führende(r)                                          | 5-km-Zeit      |
| ------------------- | -------------- | ---------------------------------------------------- | -------------- |
| 5 km                | 16:44 min      | Jürgen Busch und elf weitere Läufer                  | 16:44 min      |
| 10 km               | 33:55 min      | Kenny Moore und fünfzehn weitere Läufer              | 17:11 min      |
| 15 km               | 50:26 min      | Tim Johnston und zwölf weitere Läufer                | 16:31 min      |
| 20 km               | 1:06:02 h      | Gaston Roelants und drei weitere Läufer              | 15:36 min      |
| 25 km               | 1:22:58 h      | Naftali Temu – 8 s vor Mamo Wolde                    | 15:42 min      |
| 30 km               | 1:39:20 h      | Mamo Wolde – 6 s vor Naftali Temu                    | 16:22 min      |
| 35 km               | 1:55:54 h      | Wolde – 1:51 min vor Kimhihara und 1:56 min vor Ryan | 16:34 min      |
| 40 km               | 2:12:59 h      | Wolde – 2:32 min vor Kimhihara und 2:38 min vor Ryan | 17:04 min      |

## Rennverlauf
Abebe Bikila, der bereits die beiden letzten olympischen Marathonläufe 1960 in Rom und 1964 in Tokio gewonnen hatte, galt als der Favorit, besonders in der Höhe von Mexiko-Stadt. Doch er war bei diesen Spielen nicht in bester Verfassung. Er laborierte an den Folgen einer Knieverletzung und litt an einer Erkältung.
Wie schon in den vorangegangenen Langstreckenläufen auf der Bahn wurde anfangs dosiert und vorsichtig gelaufen. Eine große Gruppe blieb auf den ersten zehn Kilometern zusammen. Bei Kilometer zwanzig hatte sich das Spitzenfeld auf vier Teilnehmer reduziert. Der Belgier Gaston Roelants, Olympiasieger über 3000 Meter Hindernis von 1964, machte das Tempo, gefolgt von dem Briten Tim Johnston sowie dem Äthiopier Mamo Wolde, Olympiazweiter über 10.000 Meter, und Naftali Temu aus Kenia, Olympiasieger über 10.000 Meter sowie Olympiazweiter über 5000 Meter. Anschließend forcierte Temu noch einmal, nur noch Wolde blieb auf Sichtweite. Nach weiteren fünf Kilometer hatte Wolde wieder aufgeschlossen und übernahm nun selber die Initiative. Naftali Temu fiel mehr und mehr zurück, er wurde schließlich Neunzehnter. Mamo Wolde ließ sich den Olympiasieg nicht mehr nehmen und erreichte das Ziel mit mehr als drei Minuten Vorsprung auf den zweitplatzierten Japaner Kenji Kimihara. Die Bronzemedaille gewann der Neuseeländer Michael Ryan, der nur sechzehn Sekunden nach Kimihara das Rennen beendete.
Mamo Wolde gewann die dritte äthiopische Goldmedaille in Folge im Marathonlauf.

## Videolinks
- Mexico 1968 Olympic Marathon, Marathon Week, youtube.com, abgerufen am 5. November 2017
- 1968 Mamo Wolde 2 20 26 4 Marathon Mexico City Olympics, youtube.com, abgerufen am 18. September 2021